# Azua de Compostela
Azua de Compostela, auch als Azua bekannt, ist eine Stadt in der Dominikanischen Republik. Sie ist der Hauptort der Provinz Azua und hat 63.055 Einwohner (Zensus 2010) in der städtischen Siedlung. In der Gemeinde Azua leben 91.345 Einwohner. Azua wurde 1504 gegründet und ist eine der ältesten europäischen Siedlungen auf dem amerikanischen Kontinent. Die Stadt liegt 100 Kilometer westlich der Landeshauptstadt Santo Domingo.

## Geschichte
Das Gebiet gehörte zum Häuptlingstum von Maguana, einem der fünf Taíno-Häuptlingstümer auf der Insel. Christoph Kolumbus stieß auf große Schwierigkeiten, die ihn und seine Begleiter dazu zwangen, in der Bucht von Ocoa, im östlichen Teil des Azua-Territoriums, Zuflucht zu suchen. Dort traf er auf den Widerstand des Großen Häuptling von Azua Cuyocagua, den der Admiral erfolglos zu unterwerfen versuchte.
Die Stadt Azúa de Compostela wurde offiziell 1504 von Diego Velázquez de Cuéllar (Eroberer von Kuba) gegründet während der Regierung von Nicolás de Ovando. Auch der berühmte Konquistador Hernán Cortés residierte einige Jahre in der Stadt (1504–1511). Während seines Aufenthalts in Azua pflegte er seine Mußestunden am Strand des Monte Río zu verbringen.

## Wirtschaft
Die Gemeinde und ihre Umgebung sind von der Landwirtschaft geprägt. Was die Landbesitzverhältnisse angeht, so arbeiten die meisten Bauern in Kleinbetrieben. Es gibt einige mittlere Betriebe, welche stärker mechanisiert sind.

## Persönlichkeiten
- Carlos Santa (* 1978), Sprinter